# Giacinto Fiore
Giacinto Fiore (Castel del Piano, 1911 – Cervo Ligure, 1973) è stato un pittore italiano.

## Biografia
Trascorre l'infanzia e l'adolescenza a Siena. Frequenta il liceo Artistico a Firenze.
Dal 1935 al 1940 partecipa a diverse mostre di gruppo, nel 1935 Mario Delle Piane parla di lui sul Popolo d'Italia e nel 1937 il Giornale d'Italia riferisce della sua partecipazione alla rassegna degli artisti senesi.
Nel 1939 è L'Avvenire d'Italia (22 agosto) che riferisce di Giacinto Fiore insieme ad altri giovani toscani al Premio Livorno. Nel 1938 l'artista partecipa all'annuale mostra sindacale, come pure a quella del 1940.
L'Italiano e La Gazzetta del Popolo della Sera segnalano l'arte di Fiore e riproducono il suo dipinto Testa di Vecchio. Partecipa con tre opere anche alla III Mostra del Sindacato Fascista Belle Arti di Milano (Palazzo dell'Arte). Nel 1941 è presente alla VII Mostra del Sindacato Provinciale di Belle Arti in Siena, sempre come invitato.
Nel 1942, presentato da Enzo Carli, espone la sua prima personale a Siena al Palazzo Tolomei e comincia a ricevere una serie di lusinghiere recensioni.
Dal 1943 al 1950 vive a Roma, facendo ben presto parte degli artisti protagonisti della città. Nel 1943 si accettano due quadri alla IV Quadriennale d'Arte, diretta da Cipriano Efisio Oppo. Vende il quadro Fiori per 3.000 Lire. Nel 1945 partecipa alla mostra dell'Istituto d'Arte di Siena. Nel 1946 si presenta a Roma per la seconda personale, con introduzione in catalogo di Marcello Venturoli, e consegue un discreto successo.
Nel 1947 partecipa ai premi Orvieto e Perugia e alla Mostra d'Arte Italiana a Zurigo e successivamente dal 1951 al 1958 partecipa, ogni anno, al Maggio della pittura romana (Roma, palazzo di vetro). Nel 1955 espone alla Galleria Marguttiana con 20 quadri a olio tra cui Fornace I, II, III e Autoritratto I e II.
Nel 1956 è premiato con la medaglia d'argento dal Comune di Pisa per le opere esposte alla prima Mostra d'Arte Contemporanea degli Artisti Toscani. Nel 1957 partecipa alla IV Mostra del Piccolo Formato a Il Camino di Roma. Fino al 1959 partecipa a molte mostre tra Roma, Firenze e Siena. Nel 1959, presentato da Mario Verdone, espone una serie di nuovi quadri nella mostra personale alla Galleria La Babuinetta, che ripete nel 1961, raccogliendo molti consensi.
Nel 1964 gli è conferita la Lupa d'Argento con la quale l'Associazione tra Senesi e Grossetani, residenti a Roma, gli riconosce pubblicamente i meriti di quei cittadini che sono affermati in campo nazionale e internazionale per le arti figurative. Nel 1965 è invitato con due opere alla V Rassegna di Arti Figurative di Roma e del Lazio. Nel 1968 partecipa alla IV Biennale Romana dove una sua opera. Paesaggio, è premiato con 100.000 Lire. Negli ultimi anni della sua vita, continua a lavorare finché le condizioni di salute glielo permettono. Nel 1979 gli è stata dedicata, a Siena, una mostra postuma insieme alle opere di Emilio Montagnani.